# 博羅韋 (舍普季茨基區)
50°15′29″N 24°12′19″E / 50.25806°N 24.20528°E
博羅韋（羅馬化：Borove）是烏克蘭的村落，位於該國西部利沃夫州，由舍普季茨基區負責管轄，處於熱爾代茨河畔，始建於1500年，面積1.29平方公里，海拔高度203米，2001年人口464。